# Lord of the Flies
Lord of the Flies (ang. Władca much) – singel brytyjskiej heavymetalowej grupy Iron Maiden wydany w 1996. Singel promuje płytę The X Factor. Piosenka jest oparta na książce Władca much.
Utwór „My Generation” (ang. moje pokolenie) to cover grupy The Who. Piosenka pochodzi z płyty My Generation.
Ostatnia ścieżka – „Doctor Doctor” (ang. doktorze, doktorze) – jest zapożyczona z twórczości zespołu UFO (dokładnie z płyty Phenomenon).
„Lord of the Flies” to jedna z pięciu piosenek, które zostały nagrane z Blaze’em Bayleyem i były wykonywane na koncertach z Bruce’em Dickinsonem (pozostałe to „Futureal”, „Man on the Edge”, „Sign of the Cross” i „The Clansman”).

## Lista utworów
1. „Lord of the Flies” (Steve Harris, Janick Gers) – 5:04
2. „My Generation” (Pete Townshend) – 3:38
3. „Doctor Doctor” (Michael Schenker, Phil Mogg) – 4:50

## Twórcy
- Blaze Bayley – wokal
- Dave Murray – gitara
- Janick Gers – gitara, wokal
- Steve Harris – gitara basowa, wokal
- Nicko McBrain – perkusja